# ديتزينجين
ديتزينجين (بالإنجليزية: Ditzingen)‏ هي بلدة في ولاية بادن فورتمبيرغ في ألمانيا. وتقع على بعد 10 كم شمال شرق شتوتغارت و 12 كم جنوب غرب لودفيغسبورغ.

## أعلام
- أندرياس رنشلر
- جاكوب ويلهلم هاور